# 사이다 (알제리)

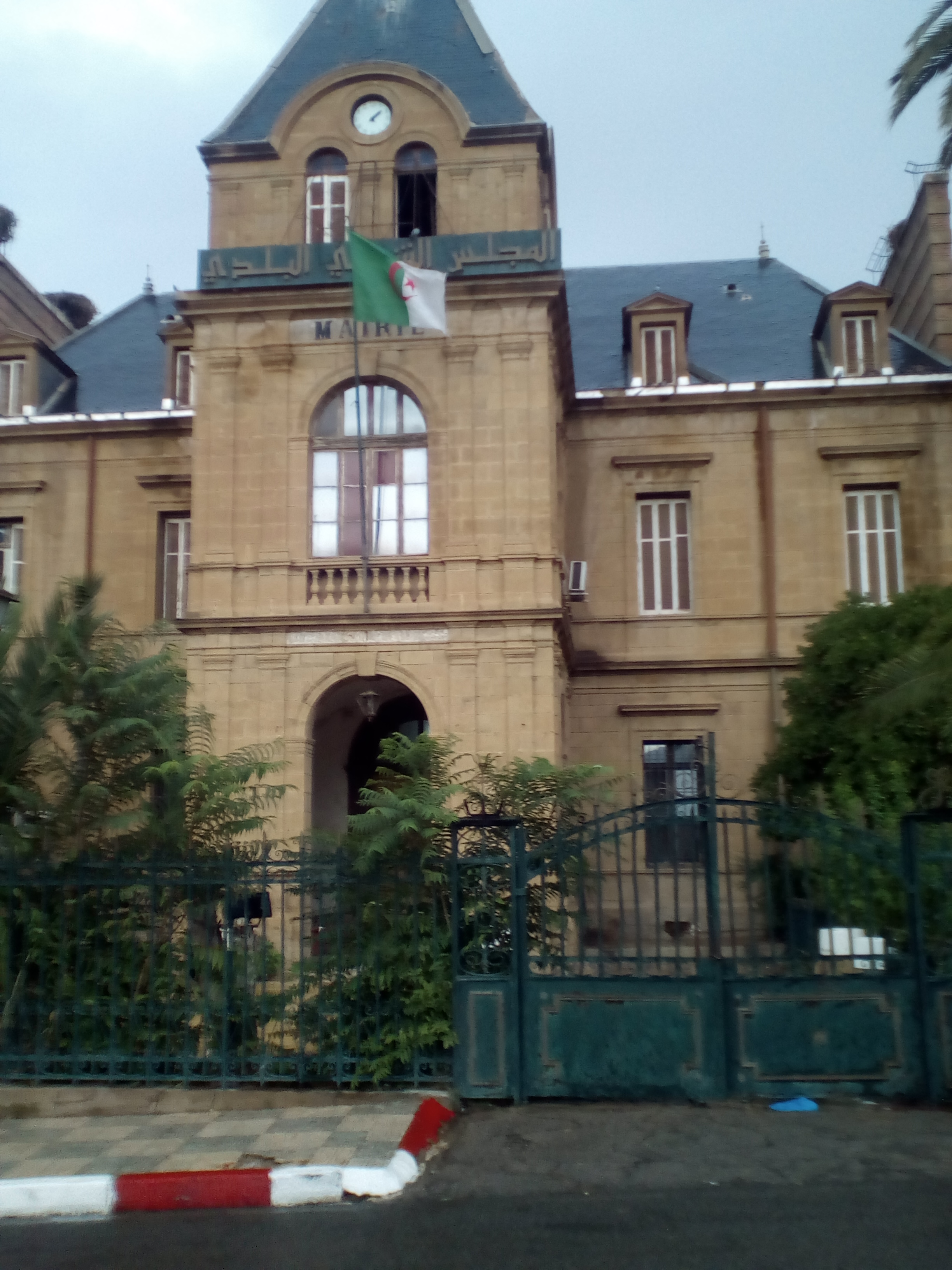

사이다(아랍어: سعيدة, 프랑스어: Saïda)는 알제리 북서부에 위치한 도시로 사이다 주의 주도이며 면적은 75.62km2, 높이는 980m, 인구는 142,497명(2008년 기준), 인구 밀도는 1,900명/km2이다.